# Comedians in Cars Getting Coffee
Comedians in Cars Getting Coffee é uma web série e talk show norte-americano, dirigido e apresentado pelo comediante Jerry Seinfeld, exibido em suas primeiras nove temporadas pela plataforma digital Crackle, mudando-se em seguida para a Netflix na décima temporada. A série estreou em 19 de julho de 2012.
Cada episódio mostra Seinfeld apresentando um carro antigo, com o apresentador buscando um comediante convidado de carona para levá-lo a uma cafeteria ou restaurante pré-selecionado, onde tomam café. Episódios podem divergir do formato espontaneamente, como quando Michael Richards implora a Seinfeld para tomar uma rua lateral, quando Seinfeld retorna depois do café com Carl Reiner para se juntar a ele para jantar com Mel Brooks—ou quando problemas com o carro ocorrem. Em maio de 2015, a série tinha sido transmitida quase 100 milhões de vezes.
Em janeiro de 2017, foi anunciado que Comedians in Cars Getting Coffee iria migrar do Crackle para a Netflix a partir da décima temporada do programa. Em janeiro de 2018, a maioria dos episódios anteriores do programa tornaram-se disponíveis no Netflix (o episódio com Jason Alexander caracterizado como George Costanza não foi incluído). A  décima temporada do programa, com doze episódios, em 6 de julho de 2018.

## Produção

### Desenvolvimento
Seinfeld afirmou que as raízes do conceito remontam a um extra do DVD que ele fez para seu documentário de 2002 Comedian, juntamente com uma viagem que ele fez depois de adquirir um velho Fusca, no Novo México, filmando posteriormente a viagem de volta para a costa leste com um amigo. Mais tarde, ao descrever o nascimento da série Seinfeld disse que foi "um experimento"—como "uma espécie de palpite."
Antes do desenvolvimento da série, Seinfeld ouviu de consultores de redes sociais, incluindo aqueles no Facebook e Yahoo, que um programa de duração superior a cinco minutos tinha pouca chance de sucesso na web. Howard Schultz, magnata do café e presidente da Starbucks, declinou a oportunidade de patrocinar a série.  A Acura, por sua vez  patrocinou o show, dando a Seinfeld licença criativa para criar comerciais e merchandisings.

### Formato
Os episódios são de um custo estimado de cerca de US$ 100.000, com os convidados sendo pagos em dinheiro e a filmagem inicial bruta durando, em média, três horas e meia, que é em seguida, editada ao longo de um período de duas semanas, para um episódio de 12-20 minutos. O processo usa uma equipe de produção enxuta, envolve um mínimo de interação da emissora e é concebido e editado como um talk show sem script e sem platéia, que pode ser facilmente visualizado em um smartphone.
O formato do programa concentra-se na viagem de carro e "movimento", especificamente porque "ao tentar mostrar as conversas sinuosas, bobas e às vezes profundas entre comediantes, você tem que remover o público para impedir os participantes de interferirem em seus atos" , acrescentando que "parte do que faz o show assistível é que ele está sempre em movimento. Não há nenhuma narrativa [a] conduzir a história. Nós sabemos o que acontece. Sabemos que eles vão tomar café. Você precisa de uma energia cinética para movê-los, movimentar pessoas mantém-as acordadas."
Bob Einstein tornou-se o primeiro convidado repetido do programa, aparecendo na primeira e, novamente, na nona temporada. A participação de Jimmy Fallon  na quinta temporada foi dividida em dois episódios. Vários episódios contaram com mais de um convidado juntos, como: Carl Reiner e Mel Brooks, Colin Quinn e Mario Joyner, e Kathleen Madigan e Chuck Martin. Colleen Ballinger apareceu caracterizada como Miranda Sings como convidada um episódio, e Jason Alexander reprisou o papel de George Costanza de Seinfeld em um episódio.

## Prêmios e indicações
| Ano  | Prêmio                           | Categoria                                                   | Destinatários                                                                              | Resultado |
| ---- | -------------------------------- | ----------------------------------------------------------- | ------------------------------------------------------------------------------------------ | --------- |
| 2013 | Prêmio Emmy do Primetime         | Outstanding Special Class – Short-Format Nonfiction Program | Jerry Seinfeld                                                                             | Indicado  |
| 2014 | Prêmio Emmy Do Primetime         | Outstanding Short-Format Nonfiction Program                 | Jerry Seinfeld                                                                             | Indicado  |
| 2015 | Producers Guild of America Award | Outstanding Digital Series                                  | Venceu                                                                                     |           |
| 2016 | Producers Guild of America Award | Outstanding Digital Series                                  | Venceu                                                                                     |           |
| 2016 | Prêmio Emmy Do Primetime         | Outstanding Variety Talk Series                             | Jerry Seinfeld, Melissa Miller, Tammy Johnston, Denis Jensen, George Shapiro, Howard Oeste | Indicado  |
| 2017 | Producers Guild of America Award | Outstanding Digital Series                                  | Venceu                                                                                     |           |